# Edgar Iván Delgado
Edgar Iván Delgado ( Ciudad de México, 17 de marzo de 1997) es un actor de televisión mexicano.

## Filmografía

### Telenovelas
| Año       | Título               | Personaje            | Ref.        |
| --------- | -------------------- | -------------------- | ----------- |
| 2018-2019 | Amar a muerte        | El Morro             | [ 4 ]       |
| 2017-2018 | Sin tu mirada        | Erasmo               | [ 5 ]       |
| 2016      | Corazón que miente   | /                    |             |
| 2014      | La impostora         | Ramón Valenzuela     | [ 6 ] [ 7 ] |
| 2012      | Porque el amor manda | Discípulo en iglesia |             |

### Series de televisión
| Año       | Título                        | Personaje                    | Ref.   |
| --------- | ----------------------------- | ---------------------------- | ------ |
| 2022      | Por amor o por dinero         | Él mismo - Participante      | [ 2 ]  |
| 2021      | La venganza de las Juanas     | Benny                        | [ 8 ]  |
| 2021      | Un día para vivir             | Federico (Ep: "Dos caminos") | [ 9 ]  |
| 2021      | La rosa de Guadalupe          | Varios episodios             |        |
| 2012-2017 | Como dice el dicho            | Varios episodios             |        |
| 2013      | Gossip Girl Acapulco          | Pablo Sandoval               | [ 10 ] |
| 2012      | Paramédicos                   | Claudio Cárdenas             |        |
| 2012      | Historias de la virgen morena | /                            |        |
| 2010      | Mujeres asesinas              | /                            |        |